# Останній подих (фільм, 2025)
«Останній подих» (англ. Last Breath) — трилер про виживання, знятий Алексом Паркінсоном за сценарієм Мітчелла ЛаФортуна, Алекса Паркінсона та Девіда Брукса. Повнометражний ремейк однойменного документального фільму 2019 року, який Паркінсон зняв разом з Річардом да Коста. У головних ролях: Вуді Гаррельсон, Симу Лю, Фінн Коул та Джимон Гонсу.

## Сюжет
Кріс Лемонс, Дункан Олкок і Девід Юаса - члени команди сатураційних водолазів, які працюють над обслуговуванням підводних газопроводів у Північному морі. Під час ротації вони та їхні колеги живуть на борту судна в камерах під тиском, які імітують умови, подібні до тих, що існують на глибині приблизно 300 футів (90 м) нижче рівня моря - глибині, на якій працюють водолази. Водолазів транспортують до цієї камери і з неї за допомогою спеціального водолазного дзвону, який опускається на глибину з корабля і дозволяє водолазам залишатися під тиском протягом усієї чотиритижневої робочої ротації.
Під час ротації Лемонс і Юаса виходять з дзвону, щоб розпочати роботу на підводному газопровідному колекторі, в той час як Олкок залишається в дзвоні, щоб контролювати їхній стан і розподіляти пуповинні лінії, які забезпечують їх зв'язком, живленням і киснем.
Лемонс і Юаса прямують до колектора і готуються розпочати роботу, але на поверхні система динамічного позиціонування (DPS) їхнього судна виходить з ладу, через що корабель починає дрейфувати від місця робіт. Дзвін тягне за собою разом з Олкоком, а Лемонс і Юаса намагаються залізти на верхівку колектора, щоб не заважати їм, коли їх потягне за собою.
Юаса успішно піднімається по колектору, але пуповина Лемонса заплутується в структурі колектора. Юаса, розуміючи, що пуповина Лемонса обірветься за мить, просить Лемонса переключитися на його аварійний запас повітря, який забезпечить йому десять хвилин аварійного кисню. Він обіцяє повернутися за Лемонсом, але каже йому, що той має бути на верхівці колектора, щоб Юаса зміг його знайти. Через мить пуповина обривається, залишаючи Лемонса з аварійним запасом повітря і без засобів зв'язку, а Юаса тягне за собою дзвін, який все ще прикріплений до корабля.
Тим часом на містку корабля екіпаж шукає шляхи усунення несправності ДПС. Вони не можуть кинути якір через близькість до різних газопроводів, оскільки розрив одного з них призведе до екологічної катастрофи. Не маючи інших варіантів, капітан і перший помічник вирішують вручну керувати рушіями судна, не даючи йому дрейфувати далі від місця робіт, поки третій член екіпажу працює над тим, щоб обійти процес перезавантаження ДПС.
Юаса повертається до дзвінка і перегруповується з Олкоком. На мостику інший член екіпажу знаходить Лемонса за допомогою ROV. Він бачить, що Лемонс ще живий, але втратив свідомість і має симптоми сильного кисневого голодування. Він намагається врятувати Лемонса за допомогою апарата, але не може його підняти, оскільки Лемонс пристебнувся до колектора, щоб його не зняло припливом.
Екіпажу вдається перезавантажити DPS і швидко дістатися до місця робіт. Юасе вдається передислокуватися з дзвону і врятувати Лемонса, у якого за 29 хвилин до цього закінчився кисень. Олкок піднімає Лемонса на борт дзвону і робить йому штучне дихання «рот в рот», після чого Лемонс знову починає дихати. Юаса знову спускається на дзвони, і вони з Олкоком намагаються зв'язатися з Лемонсом, який не реагує, але, схоже, зазнав серйозних пошкоджень мозку внаслідок тривалого кисневого голодування. Коли обидва водолази починають розуміти, що вони запізнилися, Лемонс починає нормально говорити і реагувати, і в цей момент на корабель повертається дзвін.
Ротацію переривають, і Лемонс відновлює сили в барокамері під час подорожі додому. У порту він розлучається з Олкоком і Юасою, перш ніж повернутися додому і возз'єднатися зі своєю нареченою, розповівши їй про те, що сталося.
В епілозі глядачам розповідають, що Лемонс не зазнав тривалих психічних або фізичних ушкоджень у результаті інциденту, а експерти не можуть пояснити причини його виживання. Лемонс, Юаса та Олкок повернулися до роботи через три тижні, щоб завершити розпочату справу.

## Акторський склад
| Актор           | Роль                  |
| --------------- | --------------------- |
| Вуді Гаррельсон | Дункан Оллкок         |
| Симу Лю         | Девід Юаса            |
| Фінн Коул       | Кріс Лемонс           |
| Кліфф Кертіс    | капітан Андре Дженсон |
| Міанна Берінг   | Ханна                 |
| Марк Боннар     | Крейг                 |

## Виробництво
У травні 2022 року було оголошено, що Алекс Паркінсон буде режисером ремейку свого документального фільму 2019 року, а Вуді Гаррельсон, Симу Лю та Джимон Гонсу виконають головні ролі.
Основні зйомки розпочалися на Мальті в травні 2023 року, а до акторського складу приєднається Фінн Коул.
У травні 2024 року Focus Features придбала права на дистриб'юцію фільму.

## Випуск
Прем'єра «Останнього подиху» в США відбулася 28 лютого 2025 року.